# Anna-Katharina Samsel
Anna-Katharina Samsel (* 12. April 1985 in Hannover) ist eine deutsche Schauspielerin und frühere Eiskunst- und Rollkunstläuferin.

## Leben und Karriere
Samsel wuchs in Wolfsburg auf und ging dort auch zur Schule. Sie fing bereits im Kindesalter als Sportlerin mit Eiskunstlauf an. Mit neun Jahren kam dann der Rollkunstlauf als weitere Sportdisziplin dazu. In beiden Sportarten erzielte sie mehrere Erfolge bei Meisterschaften. Sie war insgesamt drei Mal Norddeutsche Meisterin im Eiskunstlauf. Im Rollkunstlauf war sie in den Jahren 1999, 2000 und 2002 mit dem Dream Team Weltmeisterin im Formationslaufen. 1999 war sie auch Deutsche Meisterin im Einzellauf und im Paarlauf.
Samsel machte ihr Abitur am Albert-Schweitzer-Gymnasium in Wolfsburg. Sie absolvierte eine Schauspielausbildung an der Filmacting School in Köln, die sie 2007 mit einem Schauspieldiplom abschloss. Weiterhin hatte Samsel seit 2008 privaten Schauspielunterricht. Sie besuchte außerdem mehrere, teilweise internationale Workshops in den Bereichen Filmtechnik, Drehbuch und Regie sowie Synchronisation. 
2006 spielte Samsel in einer Theaterproduktion an der Film Acting School Cologne die Rolle der Claudia in dem Stück Die süßesten Früchte unter der Regie von Matthias Freihof. 2007 hatte sie eine Rolle in dem Film Die Tränen meiner Mutter. Auch war sie 2007 in dem Kurzfilm Epicalyse Now von Daryush Shokof zu sehen. 2008 spielte sie in dem Musikvideo zu dem Song Lost der britischen Band Coldplay mit. Im Dezember 2009 übernahm Samsel in der RTL-Daily-Soap Alles was zählt die Rolle der Katja Bergmann, welche sie bis 2015 spielte. In ihrer Rolle verkörperte sie eine Eiskunstläuferin, die von einer Weltkarriere träumt. Samsel wirkte auch in einigen weiteren Kurz- und Diplomfilmen mit. 
Für ihre Rolle in Alles was zählt erhielt Anna Samsel 2011 den German Soap Award in der Kategorie „Beste Darstellerin Daily Soap“.
Neben der Schauspielerei ist Anna-Katharina Samsel außerdem als Model tätig. Sie lebt in Köln und war bis Juni 2010 sechs Jahre lang mit dem Fußballspieler Hans Sarpei liiert.

## Filmografie
- 2002: Das Strafgericht
- 2007: Epicalyse Now (Kurzfilm)
- 2007: Die Tränen meiner Mutter
- 2008: Lost (Musikvideo)
- 2009–2015: Alles was zählt (Fernsehserie)
- 2012: Schutzengel
- 2013: Kokowääh 2
- 2013: SOKO 5113 (Fernsehserie)
- 2016, 2019: Lindenstraße (Fernsehserie)

## Auszeichnungen
- 2011: German Soap Award in der Kategorie Beste Darstellerin Daily Soap